# لی هیلز
لی هیلز (انگلیسی: Lee Hills؛ زادهٔ ۱۳ آوریل ۱۹۹۰) بازیکن فوتبال اهل بریتانیا است.
از باشگاه‌هایی که در آن بازی کرده‌است می‌توان به باشگاه فوتبال کولچستر یونایتد، باشگاه فوتبال استیونج، باشگاه فوتبال ساوتند یونایتد، باشگاه فوتبال کریستال پالاس، باشگاه فوتبال اولدهام اتلتیک، باشگاه فوتبال آرسنال، باشگاه فوتبال ویمبلدون، و باشگاه فوتبال وایت‌هاوک اشاره کرد.
وی همچنین در تیم‌های ملی فوتبال زیر ۱۸ و ۱۹ انگلستان بازی کرده‌است.